# Saab 36

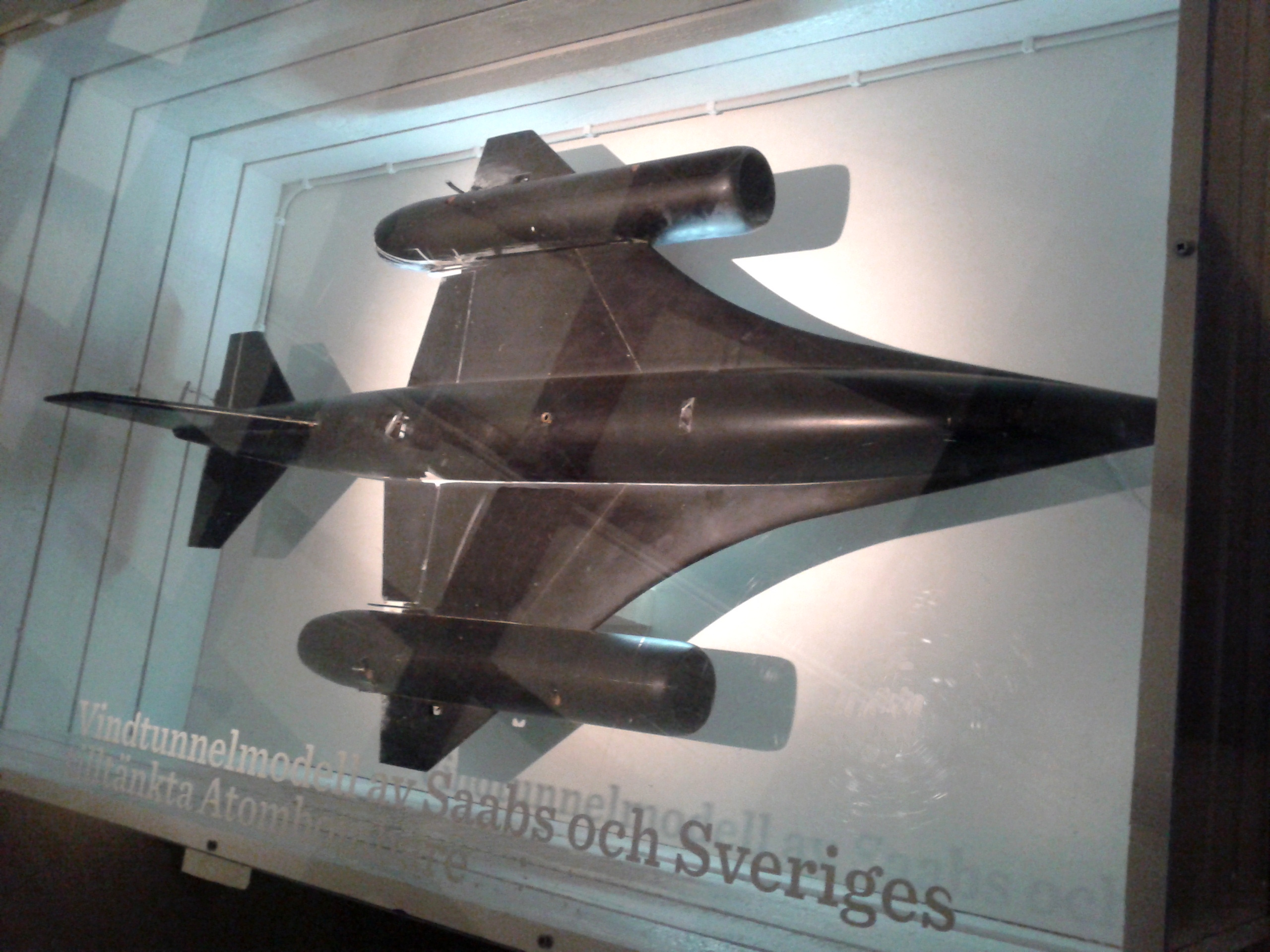
Vindtunnelmodell av 1300-71D på Flygvapenmuseum. Här med texten "Vindtunnelmodell av Saabs och Sveriges tilltänkta Atombombare".

Saab 36 "Vargen", som var det slutgiltiga resultatet av Flygplan 1300-projektet och senare gavs den militära beteckningen A 36, var ett överljudsbombplan planerat av Saab under 1950-talet.

## Bakgrund
Planet hade kunnat bära atombomber på upp till 800 kg om sådana hade tagits fram inom ramen för det svenska kärnvapenprogrammet. Räckvidden för A 36 beräknades till 410 km och var alltså tillräcklig för bombning av mål i Baltikum som då tillhörde Sovjetunionen. 1957 befanns flygplanet bli alldeles för dyrt (drygt 400 miljoner i den tidens penningvärde) och projektet lades därför ned. Resurserna satsades istället på nya projekt inom Flygplan 1350, Flygplan 1400 och till sist Flygplan 1500 som kom att bli Saab 37 Viggen.
1300-utredningen bedrevs mellan 1952 och 1956: här drevs arbetet i flera omgångar med olika inriktning: första utkasten gjordes mellan hösten 1952 och våren 1954, och avsåg till en början ett så kallat interceptorplan som skulle möta överljudsbombflygplan i hastigheter runt 1,4 ggr ljudhastigheten, på hög höjd.
Dessa interceptorplan övergavs eftersom det nya flygplanets uppgifter innebar att de skulle kunna bära atomvapen och anfalla fientliga flygbaser direkt istället för att jaga själva bombflygplanen. När det gällde fientliga robotar var jaktplan och interceptorer inte användbara: den enda utvägen var att anfalla robotavfyrningsramperna. Därför behövdes tunga flygplan som kunde bära taktiska vapen.
Andra projektomgången skedde mellan februari 1954 och juli 1955 och var inriktad på nya attackflygplan som skulle ersätta Saab 32 Lansen. I tredje omgången mellan juli 1955 och oktober 1956 gavs klara direktiv om en viss flygplanstyp som vara ensitsigt, hantera en vapenlast på 600 kg och aktionsradie på 350 km på lägsta höjd med en toppfart på mach 1,2. Detta skulle vara ett enhetsplan som skulle fungera för både jakt, attack och spaning.
Sammanlagt gjordes c:a 100 olika utkast inom 1300-utredningen. Det slutgiltiga utkastet från 1300-utredningen var ett plan med beteckningen 1300-76, även kallat Saab 36 eller A36, som kunde bära olika vapentyper, bland annat Robot 04. Detta plan skulle ha ett luftintag undertill och en Bristol Olympus 22-motor. En alternativ variant hade beteckningen 1300-77 och placerade luftintaget på ovansidan av flygplanskroppen. Projekt 1300 lades ned på grund av att kostnaden för flygplanet blev runt 400 miljoner kronor i 1964 års penningvärde, vilket ansågs alldeles för dyrt.
Senare, runt 1958, begärde emellertid dåvarande ÖB Nils Swedlund istället att Saab 32 Lansen skulle modifieras för att bära kärnvapen.

## Versioner
- Flygplan 1300-01 var ett raketflygplan som skulle starta i vertikalt läge från en ramp (som en raket) och glidflyga ned från hög höjd i dubbla ljudhastigheten, avfyra raketer mot fientliga plan och sedan landa med ett vanligt landställ.[3]
- Flygplan 1300-19 var ett tvåmotorigt raketflygplansutkast från hösten 1953 med en form som byggde på Saab 35 Draken.[3]
- Flygplan 1300-25 var ett tvåmotorigt deltavingat jaktplan.[3]
- Flygplan 1300-40 var ett flygplan med rak vinge inspirerat av USA:s F-104 och designat för mach 3.[4]
- Flygplan 1300-50 var ett tvåmotorigt deltavingat attackplan.[3]
- Flygplan 1300-71D var ett tvåmotorigt plan med motorerna mitt på deltavingen och en stabilisator designat runt mach 2.5.[4]
- Flygplan 1300-72G och 1300-72H var varianter med två motorer inne i flygplanskroppen avsedda för runt mach 2.5.[4]

## Prestanda
Motorn skulle varit den brittiska Bristol Olympus vilken bl.a. satt i Avro Vulcan och Concorde.

## Konstruktörer
Bland konstruktörerna som gjorde utkasten till A36 fanns Aarne Lakomaa, Carl-Gustaf Ahremark och Åke Sundén. Pådrivande var bland annat flygdirektören Tore Edlén. Projektet hölls strängt hemligt, inte ens SAAB:s VD, Tryggve Holm, fick veta något, enligt flygkonstruktören Lars Brising.